# Грицьків Роман Ярославович

Роман Грицьків

Роман Ярославович Грицьків (нар. 19 грудня 1982, Львів) — український історик та громадський діяч, дослідник українського визвольного руху та українсько-польських відносин у ХХ столітті, діяльності ОУН і УПА, сучасної історії України, польської історіографії українсько-польських відносин 1939—1947 років. Автор та співавтор наукових і науково-популярних робіт, упорядник та відповідальний редактор фотоальбомів, збірників документів і матеріалів.

## Короткий життєпис
Роман Ярославович Грицьків народився 19 грудня 1982 року у місті Львові. В 1999 році закінчив у місті Винники Загальну середню школу № 29 м. Львова. У 1997−1999 роках навчався у Львівській обласній Малій академії наук, секція історія, призер обласного конкурсу науково-дослідницьких робіт учнів МАН. У 1999 − 2004 навчався на історичному факультеті Львівського національного університету ім. І.Франка, кафедра новітньої Історії України, спеціальність історія, диплом магістра історії з відзнакою.
2003 − 2007 − науковий співробітник, відповідальний за зв'язки з громадськістю, методико-бібліографічний відділ та бібліотеку Центру досліджень визвольного руху, член редколегії (2004 − 2007), відповідальний редактор наукового збірника «Український визвольний рух» (2007).
2005—2014 — молодший науковий співробітник Інституту українознавства ім. Івана Крип'якевича Національної академії наук України, Відділ новітньої історії, Сектор досліджень визвольного руху. 2007—2014 — голова профспілкової організації співробітників Відділу. Здобувач, тема кандидатської дисертації — «Польська історіографія українського визвольного руху 1940х–1950х років».
У 2009 – 2024 роках — директор Громадської організації «Мистецький Фонд імені Короля Данила».
2013—2024 — помічник-консультант на громадських засадах народного депутата України VII, VIII та IX скликань Верховної Ради України.
У 2014- 2018 роках — співкоординатор і член конкурсної комісії Всеукраїнського конкурсу наукових робіт студентів і аспірантів «Історія, яка нас об'єднує».
2015 — співзасновник та Голова Громадської організації «Громадський Рух „Українська Альтернатива“».
У 2016 році обраний членом Ради, а у 2017, також членом Правління Всеукраїнської правозахисної організації «Меморіал» імені Василя Стуса.
З 1997 року займається науковою та громадською діяльністю.
Учасник та керівник проектів: академічних досліджень і популяризації історії України ХХ століття, діяльності ОУН і УПА, українсько-польських взаємин; збору і оцифрування архівів, світлин, документів та усних свідчень з історії України ХХ століття. Є одним з провідних українських дослідників польської історіографії українсько-польських відносин 1939—1947 рр. та ОУН і УПА. Розробив періодизацію і детально проаналізував розвиток польської історіографії УПА та українсько-польських стосунків 1939—1947 років. Автор, упорядник та відповідальний редактор понад 50 наукових і науково-популярних праць, фотоальбомів, збірників документів і матеріалів з історії та історіографії України ХХ століття.
Відомий, як відповідальний редактор та упорядник серії документальних фотолітописів і виставок присвячених видатним історичним ювілеям: 25-річчю проголошення Незалежності України — «Ще не вмерла України ні слава, ні воля! Шлях нескорених» (Київ, 2016); 25-річчю розпаду СРСР — «Біловезька угода 8 грудня 1991 року. Точка неповернення» (Київ, 2017), англійською мовою — «Belavezha accords of December 8, 1991. The crush of the USSR» (Kyiv, 2017); 100-літтю Української національної революції 1917—1921 рр. — «За Україну, за її долю, за честь і волю, за народ!» (Київ 2017), англійською мовою — «For Ukraine, for its faith, honor and freedom, for thepeople!» (Kyiv, 2017); 75-літтю створення УПА — «Українська Повстанська Армія 1942—1954» (Київ, 2017). А також, як співавтор проекту «Українська Повстанська Армія: історія нескорених» (виставка 2007—2014 експонувалася в найбільших містах України, США, Британії, Канаді, Австралії, Німеччині, Греції); науково-популярна колективна монографія (Львів, 2007), англійською мовою The Ukrainian Insurgent army: A history of Ukraine's Unvanquished Freedom fighters (Lviv, 2007); навчально-демонстраційний посібник (Львів, 2007); фотоілюстративний путівник (Київ, 2008); компакт-диск (2007).
Активний учасник громадських та публічних обговорень, теле- і радіопередач. Експерт з актуальних історичних та суспільних питань, зокрема: української історії ХХ ст., діяльності ОУН і УПА, українсько-польських стосунків, переселення українців і операції «Вісла», мистецької і культурної спадщини, гуманітарної, історичної та культурної політики, національної пам'яті та декомунізації, вшанування видатних історичних постатей та історичних дат, сучасної української еміграції та світового українства.
Ініціатор інформаційно-просвітницького проекту «Батьківське самоврядування у школі» (2015—2016) та інформаційно-просвітницький проекту профорієнтації шкільної та студентської молоді «Клуб українських професіоналів» (2016). У 2015 році ініціював захист прав батьків та школярів під час незаконного використання їхніх зображень у виборчій кампанії до органів місцевого самоврядування у м. Винники.
Восени 2018 року виступив з необхідністю внесення змін до окремих розділів підручнику для 10 класу загальної середньої освіти «Історія: Україна і світ (інтегрований курс, рівень стандарту)» (автори О.Аркуша і М.Мудрий), щодо недопущення висвітлення діяльності українських підрозділів «Нахтігаль», «Роланд» та Дивізії «Галичина», як «проявів колабораціонізму» з нацистською Німеччиною, та використання портрету Р.Шухевича, для ілюстрації цього явища. У підсумку, за підтримки науковців та громадськості, вдалося домогтися від Міністерства освіти України внесення необхідних змін до підручника.
1–14 грудня 2018 року, як автор та історик здійснив лекційно-презентаційне турне країнами Європи — «Епоха незламності й боротьби». Під час цього заходу в українських громадах Італії, Португалії, Іспанії та Франції було проведено наукові виступи, презентовано виставки і фотоальбоми присвячені 100-літтю Української національної революції 1917—1921, 75-літтю створення УПА і 25-літтю проголошення Незалежності України".
У сфері культури та мистецтва, зокрема, як директор ГО «Мистецький Фонд імені Короля Данила» (2009 - 2024) - організатор і керівник проектів, виставок, презентацій та інших заходів спрямованих на збереження і популяризацію української духовної спадщини та історії.

## Нагороди та відзначення
- Лауреат премії «Філософський проект» (2003)
- Лауреат премії молодим ученим Львівської обласної ради та Львівської обласної державної адміністрації (2010)
- Грамота Львівської обласної ради за особливі досягнення у дослідженні національно-визвольного руху (2011)
- Премія імені Героя України Степана Бандери, номінація «Громадська діяльність» (2016)[26]
- Медаль за особливі досягнення у дослідженні національно-визвольного руху Товариства політв'язнів і репресованих (2017)[27]
- Почесна грамота Кабінету Міністрів України за вагомі особисті досягнення у професійній діяльності та багаторічну сумлінну працю (2018) № 28045 від 16.05.2018[28]
- Почесна ювілейна відзнака Львівської обласної ради «80-річчя створення Української Повстанської Армії» (2022) № 0061.

## Бібліографія

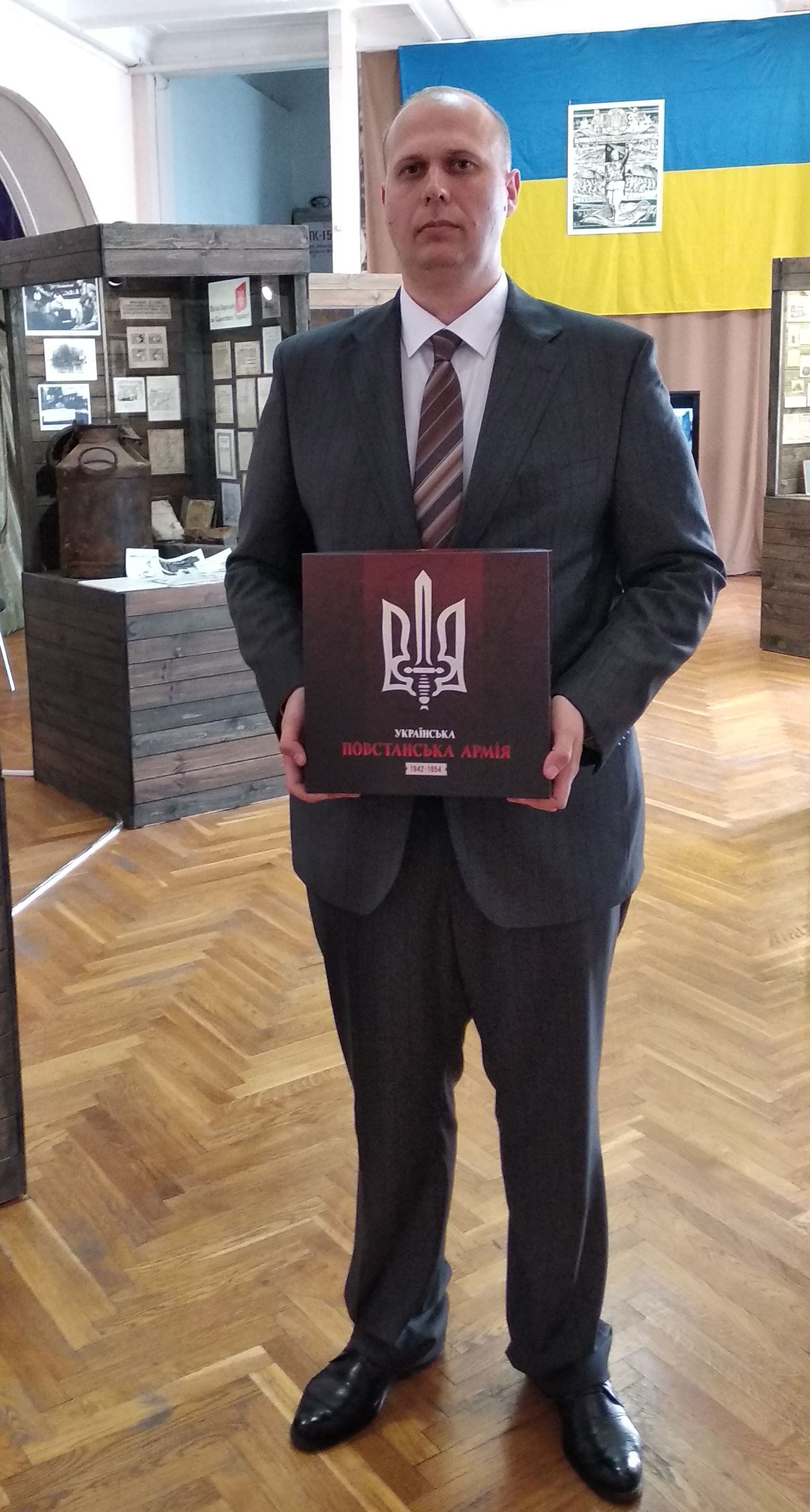
Роман Грицьків — автор і відповідальний редактор фотоальбому «Українська Повстанська Армія 1942—1954», 2018